# 아르피노
아르피노(이탈리아어: Arpino)는 이탈리아 라치오주 프로시노네도에 위치한 코무네다. 로마 시대의 지명은 아르피눔(Arpinum)이었다.